# Assara beTevet
Der Assara beTevet, das heißt der 10. im Tevet (hebräisch עשרה בטבת Assara beTevet), ist ein „kleiner“ Fastentag im Judentum. Er fällt entweder auf den siebten oder achten Tag nach dem Abschluss von Chanukka, je nachdem, ob Rosch Chodesch (der Monatsbeginn) des Monats Tevet (Jüdischer Kalender) einen oder zwei Tage umfasst.
Der 10. Tevet erinnert an den Beginn der Belagerung Jerusalems durch König Nebukadnezar von Babylonien im Jahr 587 v. d. Z. Er legte einen Ring um Jerusalem, was letztlich zur Zerstörung von Salomos Tempel (des 1. Tempels) und Babyloniens Eroberung des Königreichs Juda und zur Verbannung des jüdischen Volkes führte.

## Fasten und Gebete
Das Fasten beginnt mit der Morgendämmerung und endet mit Einbruch der Nacht. Neben dem Verbot des Essens und Trinkens gibt es keine weiteren Einschränkungen. Fällt der 10. Tevet auf einen Freitag, wird am gleichen Tag gefastet, man verlegt ihn nicht, denn es heißt: „am heutigen Tag“ (Ez 24,2 ).
In den Gebeten am Morgen (Schacharit) und Nachmittag (Mincha) werden spezielle Einschaltungen für den Fasttag gemacht, die so genannten Slichot und das „Anenu“, ein zusätzlicher Segensspruch in der Amida. In manchen Gemeinden wird zudem das Gebet Avinu Malkeinu rezitiert. Zudem wird aus der Tora ein spezieller Abschnitt für den Fasttag vorgelesen, am Nachmittag zusätzlich ein Abschnitt aus dem Buch des Propheten Jesaja.

## Gedenken der Opfer der Schoa
Der 10. Tevet wurde auch als „Tag des allgemeinen Kaddisch“ zum Andenken an die Opfer der Massenvernichtungen und Ermoderungen während der Shoah festgelegt, deren Todestag unbekannt ist. An diesem Tag zündet man ein Gedächtnislicht an, spricht das Kaddisch und studiert Abschnitte über das Erheben der Seelen.

## Datum
Der 10. Tevet findet an folgendem Tag im (weltlichen) gregorianischen Kalender statt:
| Jüdisches Jahr | Gregorianisches Datum |
| -------------- | --------------------- |
| 5784           | 22. Dezember 2023     |
| 5785           | 10. Januar 2025       |
| 5786           | 30. Dezember 2025     |
| 5787           | 20. Dezember 2026     |